# Моложаев, Игорь Ильич
Игорь Ильич Моложаев (15 ноября 1937 — 8 февраля 2021) — советский и российский военачальник РВСН, генерал-майор (1982).

## Биография
Родился 15 ноября 1937 года в селе Шала (ныне — Манский район, Красноярский край).
В рядах ВС СССР с июля 1955 года. В 1959 году окончил Черноморское высшее военно-морское училище имени П. С. Нахимова.
С февраля 1960 года в частях 37-й гвардейской ракетной дивизии РВСН (г. Луцк): начальник моторного отделения стартовой батареи, с 1964 года — заместитель командира батареи по технической части — старший инженер, с 1966 года — командир стартовой батареи, с 1968 года — начальник штаба — заместитель командира дивизиона, с 1969 года — командир дивизиона, с 1971 года — заместитель командира ракетного полка.
С февраля 1974 года — командир ракетного полка 33-й ракетной дивизии (г. Мозырь). С февраля 1976 года — начальник штаба — заместитель командира 50-й ракетной дивизии (г. Белокоровичи). С 9 декабря 1980 по 6 августа 1987 — командир 33-й ракетной дивизии 43-й ракетной армии. В 1981 году окончил факультет заочного обучения Военной артиллерийской инженерной академии им. Ф. Э. Дзержинского по специальности оперативно-тактическая . 1982 присвоено воинское звание «генерал-майор».
С августа 1987 и до выхода в запас в июле 1993 года — начальник Серпуховского высшего военного командно-инженерного училища РВСН имени Ленинского комсомола.

## Награды
Награждён орденами Ленина (1984), Красной Звезды (1969), «За службу Родине в Вооруженных Силах СССР» 3 степени (1975) и медалями .